# Anaprof 1998-1999
La ANAPROF 1998-1999  fue la temporada del torneo de la Asociación Nacional Pro Fútbol, donde se coronó campeón el CD Árabe Unido.

## Datos del ANAPROF 1998-1999
- El CD Árabe Unido ya contaba con dos títulos de torneo LINFUNA.[2]

## Equipos participantes de la ANAPROF 1998-1999
| Equipo            |
| ----------------- |
| Atlético Nacional |
| AFC Euro Kickers  |
| Chiriqui FC       |
| CD Árabe Unido    |
| CD Pan de Azúcar  |
| CD Plaza Amador   |
| Panamá Viejo FC   |
| San Francisco FC  |
| Sporting 89       |
| Tauro FC          |

## Estadísticas generales
- Campeón: CD Árabe Unido.
- Subcampeón: Tauro FC.
- Campeón Goleador:  Luis Calamaris/ San Francisco FC, 18 goles.
- Jugador Más Valioso:   Luis Calamaris/ Tauro FC.

| ANAPROF 1998-1999:        |
| ------------------------- |
| CD Árabe Unido 3.º Título |